# Mamadu Candé
Mamadu Candé, właśc. Muhammad Youssuf Candé (ur. 29 sierpnia 1990 w Labie) – piłkarz z Gwinei Bissau grający na pozycji obrońcy.

## Kariera klubowa
Cande profesjonalną karierę rozpoczął w klubie z rodzinnego kraju Sporting de Bissau. W 2009 roku wyjechał do Portugalii. Początkowo występował w czwartoligowym zespole S.U. 1º de Dezembro, a po dwóch latach przeniósł się do grającego w drugiej lidze CD Aves. Latem 2013 roku podpisał umowę z węgierskim Videoton FC.

## Kariera reprezentacyjna
W reprezentacji Gwinei Bissau zadebiutował w 2010 roku.